# James Duncan Anderson
James Duncan Anderson (* květen 1977), známější jen jako James Duncan, je britský hráč na bicí nástroje.

## Dětství
James Duncan je synem vedoucího skupiny Jethro Tull, Iana Andersona. James hrál na bicí již od svých třinácti let.

## Hudební kariéra
Jeho první vlastní skupina se jmenovala Chequered Rain, ta však nedosáhla žádných výraznějších úspěchů a proto James začal pracovat jako studiový hudebník. Jeho výhodou bylo, že žil v Londýně a proto pravidelně nahrával a vystupoval živě s mnoha skupinami a umělci, kteří hráli jazz, pop a rock. V roce 2002 doprovázel Iana Andersona na jeho americkém turné „Rubbing Elbows“. Od roku 2006 je James Duncan členem nové sestavy Jethro Tull.